# 1995–1996-os UEFA-bajnokok ligája (selejtezők)
Az 1995–1996-os UEFA-bajnokok ligája selejtezőit egy fordulóban bonyolították le 1995. augusztus 9. és augusztus 23. között. A selejtezőben 16 csapat vett részt. A párosítások győztesei bejutottak a csoportkörbe.

## Párosítások
A párosítások győztesei bejutottak a csoportkörbe.
| 1. csapat       | Össz.Tooltip Aggregate score | 2. csapat        | 1. mérk. | 2. mérk. |
| --------------- | ---------------------------- | ---------------- | -------- | -------- |
| Casino Salzburg | 0–1                          | Steaua București | 0–0      | 0–1      |
| Grasshopper     | 2–1                          | Makkabi Tel-Aviv | 1–1      | 1–0      |
| Rangers         | 1–0                          | Anórthoszisz     | 1–0      | 0–0      |
| Legia Warszawa  | 3–1                          | IFK Göteborg     | 1–0      | 2–1      |
| Dinamo Kijiv    | 4–1                          | Aalborg BK       | 1–0      | 3–1      |
| Rosenborg       | 4–3                          | Beşiktaş         | 3–0      | 1–3      |
| Anderlecht      | 1–2                          | Ferencváros      | 0–1      | 1–1      |
| Panathinaikósz  | 1–1 (i.g.)                   | Hajduk Split     | 0–0      | 1–1      |

1. ↑  A Dinamo Kijiv csapatát a csoportkör 1. mérkőzésnapja után kizárták. A Kijiv helyett az Aalborg szerepelhetett.

## 1. mérkőzések
Az időpontok helyi idő szerint értendők.
| 1995. augusztus 9. 19:05 |

| Casino Salzburg | 0–0         | Steaua București |
| --------------- | ----------- | ---------------- |
|                 | Jegyzőkönyv |                  |

| Stadion Lehen, Salzburg Nézőszám: 8500 Játékvezető: Anders Frisk (svéd) |

| 1995. augusztus 9. 20:15 |

| Grasshopper | 1–1               | Makkabi Tel-Aviv |
| ----------- | ----------------- | ---------------- |
| Ibrahim 49' | (0–0) Jegyzőkönyv | Kashentsev 54'   |

| Hardturm, Zürich Nézőszám: 14 000 Játékvezető: Juan Roca (spanyol) |

| 1995. augusztus 9. 20:00 |

| Rangers   | 1–0               | Anórthoszisz |
| --------- | ----------------- | ------------ |
| Durie 68' | (0–0) Jegyzőkönyv |              |

| Ibrox Park, Glasgow Nézőszám: 43 500 Játékvezető: Eric Blareau (belga) |

| 1995. augusztus 9. 20:15 |

| Legia Warszawa           | 1–0               | IFK Göteborg |
| ------------------------ | ----------------- | ------------ |
| Podbrożny 49' (11-esből) | (0–0) Jegyzőkönyv |              |

| Polish Army Stadium, Varsó Nézőszám: 10 000 Játékvezető: Jacobus Vilenberg (holland) |

| 1995. augusztus 9. 19:00 |

| Dinamo Kijiv               | 1–0               | Aalborg BK |
| -------------------------- | ----------------- | ---------- |
| Pokhlebayev 81' (11-esből) | (0–0) Jegyzőkönyv |            |

| Olimpiysky National Sports Complex, Kijev Nézőszám: 70 000 Játékvezető: Jiří Ulrich (cseh) |

| 1995. augusztus 9. 20:00 |

| Rosenborg                           | 3–0               | Beşiktaş JK |
| ----------------------------------- | ----------------- | ----------- |
| Hoftun 23' Strand 27' Brattbakk 75' | (2–0) Jegyzőkönyv |             |

| Lerkendal Stadion, Trondheim Nézőszám: 14 083 Játékvezető: Hermann Albrecht (német) |

| 1995. augusztus 9. 20:00 |

| Anderlecht | 0–1               | Ferencváros |
| ---------- | ----------------- | ----------- |
|            | (0–0) Jegyzőkönyv | Kuntić 58'  |

| Constant Vanden Stock Stadium, Brüsszel Nézőszám: 15 000 Játékvezető: Hellmut Krug (német) |

| 1995. augusztus 9. 21:15 |

| Panathinaikósz | 0–0         | Hajduk Split |
| -------------- | ----------- | ------------ |
|                | Jegyzőkönyv |              |

| Apostolos Nikolaidis Stadium, Athén Nézőszám: 42 000 Játékvezető: Urs Meier (svájci) |

## 2. mérkőzések
| 1995. augusztus 23. 19:15 |

| Steaua București | 1–0               | Casino Salzburg |
| ---------------- | ----------------- | --------------- |
| Ilie 33'         | (1–0) Jegyzőkönyv |                 |

| Steaua Stadion, Bukarest Nézőszám: 19 987 Játékvezető: Jorge Monteiro Coroado (portugál) |

| 1995. augusztus 23. 18:00 |

| Makkabi Tel-Aviv | 0–1               | Grasshopper  |
| ---------------- | ----------------- | ------------ |
|                  | (0–1) Jegyzőkönyv | Comisetti 4' |

| Bloomfield, Tel-Aviv Nézőszám: 15 350 Játékvezető: Marcello Nicchi (olasz) |

| 1995. augusztus 23. 20:00 |

| Anórthoszisz | 0–0         | Rangers |
| ------------ | ----------- | ------- |
|              | Jegyzőkönyv |         |

| Antonis Papadopoulos Stadium, Lárnaka Nézőszám: 9400 Játékvezető: Vágner László (magyar) |

| 1995. augusztus 23. 19:00 |

| IFK Göteborg  | 1–2               | Legia Warszawa           |
| ------------- | ----------------- | ------------------------ |
| Blomqvist 25' | (1–0) Jegyzőkönyv | Pisz 72' Wieszczycki 90' |

| Ullevi, Göteborg Nézőszám: 11 017 Játékvezető: David Elleray (angol) |

| 1995. augusztus 23. 20:00 |

| Aalborg BK    | 1–3               | Dinamo Kijiv                         |
| ------------- | ----------------- | ------------------------------------ |
| Rasmussen 87' | (0–1) Jegyzőkönyv | Kalitvintsev 36' Shevchenko 49', 77' |

| Energi Nord Arena, Aalborg Nézőszám: 13 200 Játékvezető: Atanas Ouzounov (bolgár) |

| 1995. augusztus 23. 20:00 |

| Beşiktaş JK                          | 3–1               | Rosenborg       |
| ------------------------------------ | ----------------- | --------------- |
| Özdilek 9' Kuntz 85' (11-esből), 87' | (1–0) Jegyzőkönyv | Skammelsrud 67' |

| BJK İnönü Stadium, Isztambul Nézőszám: 23 882 Játékvezető: Marc Batta (francia) |

| 1995. augusztus 23. 18:00 |

| Ferencváros   | 1–1               | Anderlecht   |
| ------------- | ----------------- | ------------ |
| Kopunović 50' | (0–0) Jegyzőkönyv | De Bilde 65' |

| Üllői út, Budapest Nézőszám: 18 000 Játékvezető: Leslie Mottram (skót) |

| 1995. augusztus 23. 20:30 |

| Hajduk Split | 1–1               | Panathinaikósz |
| ------------ | ----------------- | -------------- |
| Štimac 5'    | (1–0) Jegyzőkönyv | Borelli 54'    |

| Stadion Kantrida, Fiume Nézőszám: 13 000 Játékvezető: Ion Craciunescu (román) |